# Tatiana Calderón
Tatiana Calderón Noguera (Bogotá, 10 de março de 1993) é uma piloto profissional de automóveis colombiana. Ela é atualmente piloto da equipe de Fórmula Indy A. J. Foyt Enterprises.
Calderón disputou o Campeonato Europeu de Fórmula 3 da FIA entre 2013 e 2015. Ela também tem passagens por outros campeonatos como Star Mazda Championship, European F3 Open, Fórmula Renault 2.0 Alpes, entre outros. Em 2016 foi vice-campeã do MRF Challenge. Ela disputou a temporada de 2019 do Campeonato de Fórmula 2 da FIA pela equipe BWT Arden.

## Biografia
Calderón nasceu em Bogotá, Colombia. Aos quatro anos começou a estudar no Colegio Helvetia, um colégio suíço em sua cidade natal. Ela estudou lá de 1997 a 2011 aprendeu sua língua nativa, o espanhol, além de inglês, francês e alemão. Durante os anos em que competiu em corridas de kart, antes de mudar-se categorias de fórmula, teve de conciliar suas corridas com a sua vida escolar, por vezes, tendo que perder semanas de aula. Ela se formou em junho de 2011 e se mudou para Indianápolis, a fim de treinar em tempo integral para sua equipe, Juncos Racing. Então, em 2012, ela se mudou para Madrid, para competir na categoria F3 Europeia.

## Carreira

### 2005—09: kart
Na temporada 2005-06 Calderón era piloto de kart e venceu o Easykart National Pre-Junior Championship. Na próxima temporada, ela acabou em terceiro lugar na divisão júnior do Campeonato Nacional de Kart. Em 2008 ela se tornou a primeira mulher a ganhar o Snap-On-Stars of Karting Divisional Championship-JICA Eastern Championship e foi campeão do IAME International Challenge. Ela continuou desfrutando de sucesso no próximo ano, quando ela terminou em segundo lugar no Radical European Master Series e sengunda no Colombian Rotax Senior Max Challenge.

### 2010—15: Euroformula Open, F3 Britânica e Europeia
Em 2010 ela começou sua carreira automobilismo no Star Mazda Championship pela equipe Juncos Racing e terminou em décimo em sua temporada de estreia com um melhor resultado um sétimo na primeira corrida em Autobahn Country Club. Ela também ganhou o Campeonato Colombiano Rotax de kart naquele ano. Na temporada 2011, ela terminou na sexta posição, terminando em terceiro lugar duas vezes, sendo a primeira mulher a subir ao pódio na série. Ainda em 2011 ela disputou as últimas três etapas da Euroformula Open Championship pela equipe Team West-Tec completando todas as seis corridas, com um oitavo lugar como melhor resultado. Terminou o campeonato na 21ª posição com 3 pontos.

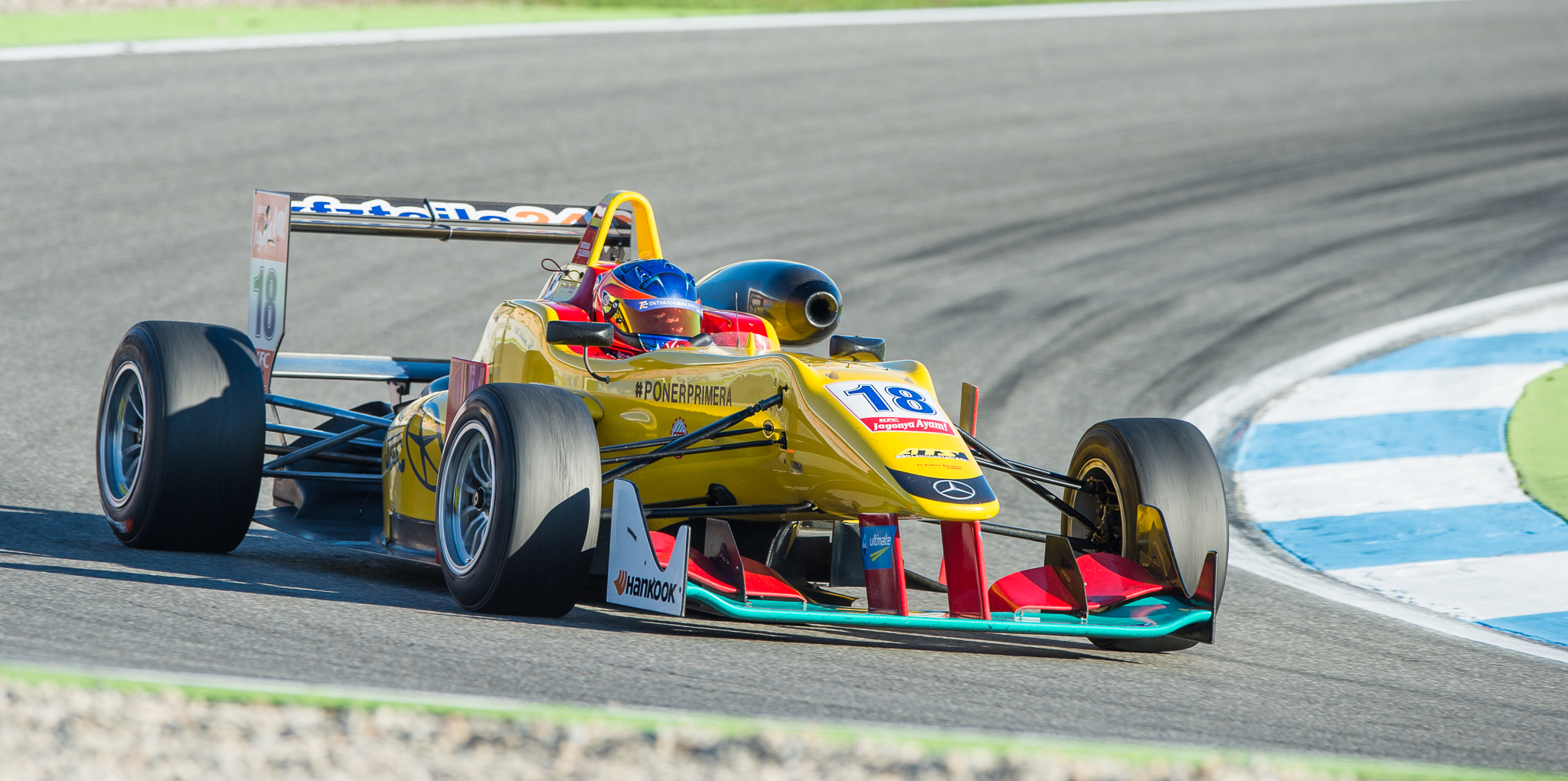
Calderón na etapa de Hockenheim da Fórmula 3 Europeia de 2014.

Em 2012, ela se mudou para a Europa, para competir com a equipe de Emilio de Villota terminando em nono com 56 pontos na temporada de Euroformula Open daquele ano.
Em 2013 pela RR Racing diaputa o Campeonato Europeu de Fórmula 3 FIA, sem conquistar pontos e tendo um 15º lugar como melhor resultado em Silverstone, no Reino Unido. No mesmo ano disputou a temporada completa do Campeonato Britânico de Fórmula 3 pela RR Racing terminando em sétimo no geral com 79 pontos e um pódio, um terceiro lugar em Nürburgring, Alemanha. Tornou-se a primeira mulher a conquistar um pódio na categoria. Ela também fez uma aparição no último fim de semana da temporada da Euroformula Open Championship terminando em 6º e 7º na Catalunha, Espanha pela Emilio de Villota Motorsport, embora fosse inelegível para marcar pontos como piloto convidado.
Na temporada de 2014 do Campeonato Europeu de Fórmula 3 da FIA Tatiana mudou-se para Jo Zeller finalizando o campeonato na 15ª posição com 29 pontos, tendo como melhor resultado um 5º lugar na segunda corrida do fim de semana em Spa, Bélgica, daquele ano.
Em 2015, foi anunciado que ela completaria a equipe da Carlin Motorsport para a temporada Fórmula 3 Europeia. Ela liderou brevemente a terceira corrida em Spa-Francorchamps, na Bélgica em pneus de chuva, tornando-se a primeira mulher a liderar uma corrida da FIA de Fórmula 3 Europeia, tendo iniciado de um humilde 27º lugar no grid de largada. Eventualmente, a pista secou a piloto colombiana teve que ir aos boxes para trocar os pneus terminando a prova em 15º.

### 2016: MRF CHallenge e GP3
Em 2016 foi vice campeã do MRF Challenge. No mesmo ano disputa a temporada da GP3 Series, além da temporada do Euroformula Open. Calderón estreou na etapa disputada no Circuito da Catalunha em Montmeló, evento suporte ao GP da Espanha  de Fórmula 1. Tatiana marcou o 12º tempo no treino classificatório para a corrida de sábado, onde terminou em 14º. No domingo largou na mesma posição que terminou a corrida anterior e finalizou em 18º lugar.

### 2022: Indycar
Foi contratada para ser piloto do terceiro carro da equipe A. J. Foyt Enterprises, sendo companheira de Dalton Kellett e do promissor novato Kyle Kirkwood. O contrato prevê disputar 12 etapas (circuitos mistos e de rua).

## Resultados na carreira

### Sumário
| Temporada | Categoria                       | Equipe                     | Corridas         | Vitórias         | Poles            | V/Rápidas        | Pódios           | Pontos           | Classificação    |
| --------- | ------------------------------- | -------------------------- | ---------------- | ---------------- | ---------------- | ---------------- | ---------------- | ---------------- | ---------------- |
| 2010      | Star Mazda Championship         | Juncos Racing              | 13               | 0                | 0                | 0                | 0                | 320              | 10ª              |
| 2011      | Star Mazda Championship         | Juncos Racing              | 11               | 0                | 0                | 0                | 2                | 322              | 6ª               |
| 2011      | European F3 Open                | Team West-Tec              | 6                | 0                | 0                | 0                | 0                | 2                | 21ª              |
| 2012      | European F3 Open                | EmiliodeVillota Motorsport | 16               | 0                | 0                | 0                | 0                | 56               | 9ª               |
| 2012      | Fórmula Renault 2.0 Alpes       | AV Formula                 | 4                | 0                | 0                | 0                | 0                | 0                | 33ª              |
| 2013      | Campeonato Europeu de Fórmula 3 | Double R Racing            | 30               | 0                | 0                | 0                | 0                | 0                | 32ª              |
| 2013      | Fórmula 3 Britânica             | Double R Racing            | 12               | 0                | 0                | 0                | 1                | 79               | 7ª               |
| 2014      | Campeonato Europeu de Fórmula 3 | Jo Zeller Racing           | 33               | 0                | 0                | 0                | 0                | 29               | 15ª              |
| 2014      | Florida Winter Series           | N/A                        | 12               | 1                | 0                | 1                | 1                | N/A              | 5ª               |
| 2015      | Campeonato Europeu de Fórmula 3 | Carlin                     | 33               | 0                | 0                | 0                | 0                | 0                | 27ª              |
| 2015-16   | MRF Challenge Formula 2000      | MRF Challenge              | 14               | 1                | 0                | 1                | 7                | 199              | 2ª               |
| 2016      | GP3 Series                      | Arden International        | 18               | 0                | 0                | 0                | 0                | 2                | 16ª              |
| 2016      | Euroformula Open                | Teo Martín Motorsport      | 10               | 0                | 0                | 0                | 1                | 66               | 9ª               |
| 2016      | Fórmula 3 Espanhola             | Teo Martín Motorsport      | 6                | 0                | 0                | 0                | 0                | 32               | 6ª               |
| 2017      | GP3 Series                      | DAMS                       | 2                | 0                | 0                | 0                | 0                | 0                | 18ª              |
| 2018      | GP3 Series                      | Jenzer Motorsport          | 18               | 0                | 0                | 0                | 0                | 11               | 16ª              |
| 2019      | Fórmula 2                       | BWT Arden                  | 7                | 0                | 0                | 0                | 0                | 0                | 22ª              |
| 2019      | Fórmula 1                       | Alfa Romeo Racing          | Pilotos de teste | Pilotos de teste | Pilotos de teste | Pilotos de teste | Pilotos de teste | Pilotos de teste | Pilotos de teste |
| 2020      | Super Formula                   | DRAGO CORSE                | 5                | 0                | 0                | 0                | 0                | 0                | NC               |
| 2021      | Super Formula                   | DRAGO CORSE                | 1                | 0                | 0                | 0                | 0                | 4                | 8ª*              |

↑A  Temporada em andamento.